# Aristolochia melastoma
Aristolochia melastoma là một loài thực vật có hoa trong họ Aristolochiaceae. Loài này được Silva Manso ex Duch. mô tả khoa học đầu tiên năm 1864.